# Derby Stallion 64
Derby Stallion 64 (ダービースタリオン64) és un videojoc de curses a cavall per la Nintendo 64. Va ser llançat només al Japó el 2001. Està basat en el joc de Sega Saturn del 1999 anomenat tan sols Derby Stallion, que tenia el mateix sistema de joc.